# بازیلیکا سنت ماری، کراکوف
بازیلیکا سنت ماری ((به لهستانی: Kościół Mariacki)) یک کلیسای گوتیک آجری در کراکوف، لهستان است.
این کلیسا که در سال ۱۳۴۷ میلادی ساخت آن به پایان رسیده دارای ۸۰ متر ارتفاع است و در سال ۱۹۷۸ در فهرست میراث جهانی یونسکو به ثبت رسیده‌است.

## نگارخانه
- نمای غربی
- شبستان اصلی
- قطعه محراب گوتیک اثر Veit Stoss
- بازیلیکا سنت ماری در ۱۹۳۸
- ارگ بادی